# Cydrela multipunctata
Cydrela multipunctata är en spindelart som beskrevs av Lucien Berland 1919. Cydrela multipunctata ingår i släktet Cydrela och familjen Zodariidae. Inga underarter finns listade i Catalogue of Life.